# Germarostes rufopiceus
Germarostes rufopiceus är en skalbaggsart som beskrevs av Gilbert John Arrow 1903. Germarostes rufopiceus ingår i släktet Germarostes och familjen Hybosoridae. Inga underarter finns listade i Catalogue of Life.